# Bitwa na równinie Torvioll
Bitwa na równinie Torvioll (znana też jako bitwa nad Dolną Dibrą, alb. Beteja e Torviollit) – starcie zbrojne, które miało miejsce 29 czerwca 1444 pomiędzy wojskami osmańskimi pod dowództwem Alego Paszy a siłami albańskimi dowodzonymi przez Skanderbega. Była to decydująca bitwa w trakcie inwazji osmańskiej na Albanię (1444).

## Początek inwazji
W czasie bitwy pod Niszem (listopad 1443), Skanderbeg opuścił armię osmańską, w której służył i wraz z 300 Albańczykami powrócił do rodzinnej Krui, wypowiadając posłuszeństwo sułtanowi. Doprowadził także do sformowania Ligi w Lezhy – konfederacji książąt albańskich, walczących z Imperium Osmańskim.
Sułtan Murad II zdecydował się złamać powstanie, kierując przeciwko niemu armię, dowodzoną przez Alego Paszę. Oddziały tureckie, liczące 25–40 tys. żołnierzy opuściły Skopje (Üsküp) w czerwcu 1444 i skierowały się w stronę Albanii. Skanderbeg zdecydował się wydać Turkom bitwę na rozległej równinie zwanej Shumbat (Torvioll), na północ od Peshkopi. Oddziały Skanderbega dotarły na miejsce bitwy maszerując doliną Czarnego Drinu. Część jego oddziałów rozłożyła się obozem w dolinie, pozostałe ukryły się w lasach, otaczających równinę, z zadaniem uderzenia na skrzydła armii osmańskiej. Wojska tureckie przybyły na pole bitwy późnym wieczorem i rozłożyły obóz naprzeciw Albańczyków.

## Przebieg bitwy
Rankiem 29 czerwca Skanderbeg rozpoczął bitwę, uderzając na przeciwnika. Lewym skrzydłem armii albańskiej dowodził Tanush Topia, prawym skrzydłem – Moisi Golemi. W centrum znalazło się 3000 żołnierzy, dowodzonych przez Skanderbega i Ajdina Muzakę. Przed uformowanymi w półksiężyc jednostkami albańskimi znajdowało się około 1000 jeźdźców, którzy mieli zadanie prowokowania jazdy tureckiej, a także łucznicy. Oprócz tego w lasach ukrywało się ponad 3000 żołnierzy, a w odwodzie pozostawał oddział, dowodzony przez Vranę Kontiego.
Pod naciskiem armii tureckiej oddziały Skanderbega zaczęły się cofać. Przekonany o zwycięstwie Ali Pasza uderzył głównymi siłami na obóz Skanderbega. Wtedy ruszyły do ataku oddziały Topii i Golemiego, spychając tureckie skrzydła i wystawiając część sił tureckich w centrum na bezpośrednie uderzenie Skanderbega. Na umówiony sygnał jednostki tureckie zostały zaatakowane od tyłu przez Albańczyków ukrytych w lasach, co wywołało panikę w szeregach tureckich. Większość żołnierzy tureckich zginęła w bitwie lub dostała się do niewoli. Sam Ali Pasza uciekł, wraz z oddziałem, który go ochraniał.

## Skutki bitwy
Bitwa na równinie Torvioll stanowiła bardzo prestiżowy sukces świata chrześcijańskiego w wojnie z Imperium Osmańskim, zwłaszcza w roku 1444, kiedy chrześcijanie ponieśli klęskę w bitwie pod Warną. Sukces albański zahamował ekspansję osmańską na Bałkany i utrwalił niezależność państwa Skanderbega.